# Travarstvo
Travarstvo je znanost o korištenju ljekovitih biljaka u službenoj ili narodnoj medicini za liječenje bolesti ili očuvanje zdravlja ljudi. Koristi se veliki broj vrsta biljaka i posvećuje im se velika pažnja upravo u cilju pronalaženja boljih lijekova koji bi po organizam čovjeka bili što je moguće manje štetni.
Znanost koja se bavi istraživanjem ljekovitog bilja, odnosno drogama biološkog porijekla naziva se farmakognozija.

## Povijest
Povijest uporabe biljaka u liječenju tijesno je povezana s poviješću i razvojem ljudskog društva. Najstariji pisani dokumenti potječu iz Kine 3000 godina p. Kr. kada se znalo za brojne ljekovite biljake među kojima se neke i danas koriste, kao npr. rabarbara[potreban prijevod] i cimet.
U izrazito stare sustave liječenja biljem spadaju i Indijska i Tibetanska Ajurvedska medicina te   starogrčki   sustav liječenja,koji su također bili bazirani na korištenju prije svega ljekovitih biljka, ali, kao i kod kineske tradicionalne medicine i tvari životinjskog i anorganskog porijekla.Treba naglasiti da se starogrčki medicinski sustav i dan danas koristi u nekim dijelovima Indije i Afganistana (poznat kao Unani Tibb ),te da je isti bio osnova liječenja biljem u Europi do sredine 18.stoljeća.
Još od davnina je u svim narodima poznato ljekovito djelovanje biljaka pa se to znanje prenosilo kroz narodno pamćenje sve do danas. Jedna od najpoznatijih biljaka, kojoj su osim ljekovitih pripisivana i sveta obilježja, bio je bosiljak. Godina 1806. obilježena je zaslugom njemačkog ljekarnika Friedricha Wilhelma Sertürnera, koji je prvi izolirao morfij iz opijuma, kao početak stručne farmakognozije.

## Djelovanje
Prema farmakološkom djelovanju ljekovite biljke je moguće podijeliti u dvije skupine:
1. ljekovite biljke blagog djelovanja, kojima pripada veliki broj biljka koje su u širokoj i skoro svakodnevnoj uporabi kakve su primjerice kamilica, lipa, šipak i dr.
2. ljekovite biljke jakog djelovanja, toksične vrste od kojih se proizvode vrlo jaki otrovi kao npr. morfin, heroin, atropin i dr. i čija je uporaba i rukovanje (skladištelje, izrada preparata i davanje bolesnicima) zakonski propisana.

Prema načinu djelovanja na ljudski organizam najčešće se svrstavaju u nekoliko skupina:
1. biljke koje djeluju na rad srca i krvotoka;
2. biljke koje djeluju nadražujuće na živčani sustav;
3. biljke koje umirujuće djeluju na živčani sustav;
4. biljke za ublažavanje bolova;
5. biljke koje reguliraju rad probavnog sustava;
6. biljke koje olakšavaju iskašljavanje;
7. biljke koje ubrzavaju zarastanje rana.

U domaćim uvjetima od ljekovitog bilja mogu se pripremati različiti pripravci:
- čajevi
- tinkture, koje se pripremaju ekstrakcijom pomoću alkohola
- praškovi
- sokovi
- ulja
- masti

## Lista ljekovitih biljaka i gljiva

### Biljke koje sadrže alkaloide

#### Alkaloidi - aciklički ili karbociklički
- rusomača, smrdljiva pepeljuga, orlovi nokti, ljuta paprika

#### Alkaloidi - heterociklički
- kukuta, pasji peršin,  ljulj, duhan,  velebilje, bunika, kužnjak,  žuta lupina, zanovijet, mak, rosopas, dimnjača, žutika, ražova glavnica, jedić,  šimšir,  gavez, ljekoviti pasji jezik, crvotočina

gorkoslad, repuh

### Glikozidi

#### Biljke s glikozidima gorušičinog ulja
- crna gorušica, bijela gorušica, dragušac, češnjevka, crna rotkva

#### Biljke s cijanoglikozidima
- badem, lovorvišnja, sremza

#### Biljke s antraglikozidima
- aloja
- žestika
- rabarbara

##### Biljke s emodin-glikozidima
- žestika,  kineska rabarbara, noćurak

##### Biljke s di- i trioksiantrakinon-glikozidima
- broć

#### Biljke sa srčanim glikozidima
- naprstak crveni, naprstak žuti, naprstak velelisni, naprstak vunasti, đurđica, snježnica, kukurijek, oleander,

#### Biljke sa saponinima
- sapunika, jaglac, krestušac,  bršljan, zlatošipka, maćuhica, ljubica, breza, resulja, divlji kesten, šparoga, crni kim, strupnik, zob, kukuruz

#### Biljke s fenol glikozidima
- medvjetka, brusnica, vrba, končara, zlatošipka

#### Biljke s kumarinskim glikozidima
- kokotac, lazarkinja, vanili trava, jasen

#### Biljke s flavonskim glikozidima
- vrijes, trnina, rezeda, pasji trn, suncokret, lan

#### Biljke s indoksil glikozidima
- vrbovnik

#### Još neke biljke koje sadrže glikozide
- milica, tikvina crnoplodna, tikvina bijela, slak, pasji kupus, svilenica, željezarka, šafran, vrbica

### Biljke koje sadrže tanin
- hrast lužnjak, hrast kitnjak, petoprsta, veliki dvornik, borovnica, petrovac, krvara, šumska jagoda, kupina, gospin plašt, pasja ruža, malina, blaženak, livadna iglica, šumska iglica, puzava ivica, križalina, betonika, dobričica, kadulja, noćurak, ciprej, rašak, čuvarkuća, livadni različak, joha, orah, kesten, ruj.

### Biljke koje sadrže eterična ulja
- borovica, somina, tuja, vratić, povratić, kadulja, pelin, divlji pelin, božje drvce, oman, kopitnjak, iđirot,  arnika, neven, anđelika, kravojac, medvjeđi dlan, kamilica, rimska kamilica, stolisnik, timijan, majčina dušica, komorač, anis, kim, korijander, broska, paprena metvica, vodena metvica, čubar, primorski vrisak, mravinac, mažuran, matičnjak, lavanda, ružmarin, blaženak, peršin, ljupčac, lovor, ruta, paprac,  zečji trn, mrkva, kantarion, bazga, lipa, valerijana, češnjak, medvjeđi luk, Luk

### Biljke koje sadrže bezdušične gorke tvari,ili druge bezdušične tvari
- srčanik, kičica, gorka djetelina, blaženi čkalj, cikorija, marulja, kukuta,  loćika, hmelj, konoplja, paprat, mlječika, sasa, zlatica, kaljužnica, uspravna škrbutina, škrbutina, kopriva, likovac, jarebika, glog, lan, maslačak

### Biljke koje sadrže nealkaloidne i neglikozidne dušične spojeve
- vučja stopa, jesenski mrazovac, imela, akacija, grah

### Bijke koje sadrže sluz
- kaćun, sljez, trandovilje, crni sljez, divizma, podbjel, plućnjak, islandski lišaj, perunika, lan, piskavica, divlja jabuka

### Biljke bogate organskim kiselinama
- kiselica, malina, vinova loza

### Biljke s djelotvornim tvarima anorganskog podrijetla
- silicijeva kiselina: preslica, oputina
- jod :  ljekovita potočarka
- sol: solnjača
- radij:[zar radij, je li to moguće ][nedostaje izvor] vodena leća

### Bilje koje sadrže vitamine kao glavnu djelotvornu tvar
- pasja ruža, crni ribiz

### Biljke koje sadrže slabo ispitane ili nepoznate djelotvorne tvari
- kozja krv, crvena bazga, abdovina, kalina, ligustrum, bukva, božikovina, kurika, kozlac, zebrica, pijana borovnica, smilje, konopljika, artičoka, livadna krabuljica, steža, rosika, vučja noga, srčanica, bundeva, oslad, prava heljda

### Ljekovite gljive
- hrastova sjajnica, zec gljiva, hericium coralloides, piptoporus betulinus, šitake Lentinus edodes, agaricus subrufescens, auricularia auricula judae, trametes versicolor, ophiocordyceps sinensis

## Vanjske poveznice
- Plants for a future database